# Косогубка аспленієподібна
{{#ifeq:0|0|{{#if:Plagiochila asplenioides|{{#if:|[[]}}|[[]]}}}}
Косогубка аспленієподібна (Plagiochila asplenioides) — вид печіночників родини косогубкових (Plagiochilaceae).

## Поширення
Батьківщиною є Європа, Азія, Північна Америка.
Plagiochila asplenioides росте на свіжих і вологих, здебільшого затінених, багатих поживними речовинами, бідних вапном або основами та гумусом місць, особливо на землі та на насипах у лісах, також у весняних місцях в алювіальних лісах, рідше на низу дерев, на гнилій деревині або багатих гумусом породах.

## Характеристика
Дуже міцні та енергійні рослини мають невелике розгалуження або зовсім не розгалужуються, мають довжину до 12 сантиметрів і ширину від 5 до 9 міліметрів й утворюють пишні світло-темно-зелені галявинки або спорадично ростуть серед інших мохів. Вони дещо схожі на малі папороті-аспленіуми. Край листа зазвичай дрібнозубчастий, рідше майже цільний. Клітини листка округло-шестикутні, розміром в центрі листка від 32 до 48 мкм, тонкостінні, з дещо потовщеними кутами клітин. На одну клітину припадає від 4 до 10 масляних тілець сферичної, овальної або виноградної форми. Як і інші види роду, Plagiochila asplenioides дводомна. Спорові коробочки овальні, товщиною 70–80 мкм, гладкі спори розміром 16–18 мкм. Спори дозрівають навесні.